# Якобсон, Гуннар (лингвист)
Гуннар Фридлейф Андреас Якобсон (швед. Gunnar Jacobsson; 22 декабря 1918, Лисекил — 1 апреля 2001, Гётеборг) — шведский славист.

## Биография
Окончил среднюю школу в июне 1936 по специальности «Классика» в Высшей школе латинской грамматики в Гётеборге. Начал изучать польский и русский языки в Лундском университете под руководством таких специалистов, как Сигурд Агрелл и Михаил Хандамиров, и получил степень кандидата философии в 1939 году. Продолжил учёбу в Стокгольмском университете параллельно с военной службой в должности ассистента в Вооруженных силах Швеции. Некоторое время он работал переводчиком и контактным лицом в Национальном совете иммиграционных лагерей для российских беженцев. В 1941 году он продолжил обучение в Упсальском университете и получил там степень доктора философии в 1947 году.
Якобсон был доцентом русского языка в Гётеборгском университете с 1944 по 1948 год, а в 1948 году стал преподавателем славянских языков. В 1951 г. назначен куратором славянских языков в том же университете. В 1964 году получил должность профессора славянских языков в Гётеборгском университете. До прихода Якобсона в Гётеборгский университет славянские языки не изучались в нём как отдельный предмет. Создание славянского института в Гётеборге — в значительной степени работа Якобсона. Среди других усилий можно особо выделить десять диспутов, которые были проведены под его руководством в учреждении.
Научные усилия Якобсона касались в первую очередь исторической лингвистики. Его большой интерес к этимологии и семантике, который проявился уже в докторской диссертации, отразился также во многих профессиональных исследованиях. Они затронули не только славянские языки, но и другие языки, такие как греческий, латинский, санскрит, албанский, балтийский и финский. В то же время современные лингвисты отмечают, что при широких знаниях Якобсона о современных славянских языках в целом, он плохо представлял себе исторические процессы в них; в частности, он отрицал наличие носовых гласных в восточнославянских языках дописьменного и раннеписьменного периода, критикуя Шёгрена, который признавал их наличие.
Якобсон был в основном лингвистом в традиционном смысле того времени (младограмматизм). Тем не менее, он также поддержал тенденции по переориентации шведской лингвистики с языковой истории на более актуальные направления лингвистики своего времени. Этот интерес побудил его внести важный вклад в возникновение предмета общего языкознания в Швеции. Он также был активным народным просветителем и написал много газетных статей на темы, связанные со славянской культурой. Он также написал немало статей по славистике для Национальной энциклопедии. Его интерес к славянской литературе привел к созданию собственных литературных переводов на шведский язык.
Якобсон имел широкую сеть международных контактов, которая сложилась благодаря посещению разных славяноязычных стран. Благодаря этому кафедра славистики в Гётеборге часто приглашала лекторов из славяноязычных стран в 1963—1980 г., когда он был главным редактором журнала «Scando-Slavica». Он участвовал как представитель Швеции в Международном комитете славистов и Международной ассоциации преподавателей русского языка и литературы.
Гуннар Якобсон был сыном пивовара Карла Якобсона, его жены Евы Халлбек и братом профессора Леннарта Якобсона. С 1947 года он был женат на магистре философии Хиллеви Альм. Брат его деда, профессор Эрик Густав Эрстрем, был соавтором одного из самых ранних шведских учебников по русскому языку.